# Rerum memorandarum libri
I Rerum memorandarum libri (Libri sulle cose da ricordare) sono una raccolta di esempi storici e aneddoti a scopo d'educazione morale in prosa latina composti da Francesco Petrarca. La redazione risale al 1343, e l'opera rimase abbandonata allo stato di abbozzo nel 1345, dopo la fuga da Parma, e mai più ripresa neanche con cenni di rammarico (come per altre opere).
Gli aneddoti sono raccolti in gruppi secondo varie virtù. Essi si propongono di dimostrare il ruolo della Fortuna nella vita umana e spingono a conseguire un animo forte ed equilibrato per affrontarla correttamente.
Il modello strutturale è il seguente: exempla romani seguiti da externa (come i Factorum et dictorum memorabilium di Valerio Massimo). La maggioranza degli aneddoti deriva quindi dalla storia romana, ma sono inserite anche alcune storie di provenienza contemporanea, come quella in cui si descrive una pronta risposta di Dante Alighieri a Cangrande della Scala.